# يو إس إس سان دييغو
يو إس إس سان دييغو: ( بالإنجليزية USS San Diego (LPD-22) ) هي سفينة تابعة لبحرية الولايات المتحدة و تستعمل لقتال السواحل إلى جانب استعمالها لنقل الاسلحة والجنود و الطائرات المروحية.